# Rhynchotechum brevipedunculatum
Rhynchotechum brevipedunculatum là một loài thực vật có hoa trong họ Tai voi. Loài này được J.C. Wang in J.C. Wang & C.C. Wang mô tả khoa học đầu tiên năm 2000.